# Nicolò Spinola (doge)
Nicolò Spinola, né en 1677 à Gênes et mort en 1743 à Gênes, est un homme politique italien, 155e doge de Gênes du 16 février 1740 au 16 février 1742.